# WTA Tour Championships 2012 – ženská dvouhra
Soutěže ženské dvouhry na Turnaji mistryň 2012 v Istanbulu se účastnilo osm nejlepších tenistek v klasifikaci žebříčku WTA Race. Obhájkyní titulu byla šestá nasazená Petra Kvitová, která v předchozím ročníku neprohrála ani jeden z pěti zápasů.
Češka Petra Kvitová z turnaje odstoupila ve středu 24. října v důsledku zánětu nosohltanu. Odhlášení komentovala slovy: „Je mi to líto, ale po konzultaci s lékaři jsme se rozhodli, že nebudu dál hrát … Jsem bojovnice a vždycky jsem chtěla hrát, ale opravdu se necítím dobře. Proto i s ohledem na nadcházející finále Fed Cupu letím domů.“ V turnaji ji nahradila Australanka Samantha Stosurová.
Turnaj vyhrála americká nasazená trojka Serena Williamsová, která ve finále porazila Rusku Marii Šarapovovou po setech 6–4 a 6–3. V celé soutěži neztratila ani jeden zápas a po předchozích triumfech z let 2001 a 2009 si připsala třetí titul z této závěrečné události.

## Hráčky
1. Viktoria Azarenková  (semifinále, 530 bodů, 375 000 USD)
2. Maria Šarapovová (finále, 1 050 bodů, 890 000 USD)
3. Serena Williamsová (vítězka, 1 500 bodů, 1 750 000 USD)
4. Agnieszka Radwańská (semifinále, 530 bodů, 375 000 USD)
5. Angelique Kerberová (základní skupina, 210 bodů, 110 000 USD)
6. Petra Kvitová (odstoupila pro zánět nosohltanu, základní skupina, 70 bodů, 110 000 USD)
7. Sara Erraniová (základní skupina, 370 bodů, 225 000 USD)
8. Li Na (základní skupina, 370 bodů, 225 000 USD)

## Náhradnice
1. Samantha Stosurová (nahradila Kvitovou, základní skupina, 140 bodů, 110 000 USD)
2. Marion Bartoliová (nenastoupila, 0 bodů, 50 000 USD)

## Soutěž
| Legenda                                                       |                                                                        |                                                   |
| - Q – kvalifikant - WC – divoká karta - LL – šťastný poražený | - Alt – náhradník - SE – zvláštní výjimka - PR/SR – žebříčková ochrana | - w/o – bez boje - r – skreč - d – diskvalifikace |

### Finálová fáze
|  | Semifinále | Semifinále          | Semifinále       | Semifinále | Semifinále |                  |                    | Finále | Finále | Finále | Finále | Finále |
|  |            |                     |                  |            |            |                  |                    |        |        |        |        |        |
|  | 3          | Serena Williamsová  | 6                | 6          |            |                  |                    |        |        |        |        |        |
|  | 4          | Agnieszka Radwańská | 2                | 1          |            |                  |                    |        |        |        |        |        |
|  | 4          | Agnieszka Radwańská | 2                | 1          |            | 3                | Serena Williamsová | 6      | 6      |        |        |        |
|  |            |                     |                  |            |            | 3                | Serena Williamsová | 6      | 6      |        |        |        |
|  |            | 2                   | Maria Šarapovová | 4          | 3          |                  |                    |        |        |        |        |        |
|  | 2          | 2                   | Maria Šarapovová | 4          | 3          | Maria Šarapovová | 6                  | 6      |        |        |        |        |
|  | 2          |                     |                  |            |            | Maria Šarapovová | 6                  | 6      |        |        |        |        |
|  | 1          | Viktoria Azarenková | 4                | 2          |            |                  |                    |        |        |        |        |        |

### Bílá skupina
|     |                                  | Šarapovová               | Radwańská              | Kvitová Stosurová             | Erraniová                     | Zápasy V/P | Sety V/P             | Hry V/P                      | Pořadí |
| 2.  | Maria Šarapovová                 |                          | 5–7, 7–5, 7–5          | 6–0, 6–3 (vs/ Stosurová)      | 6–3, 6–2                      | 3–0        | 6–1 (85,7 %)         | 43–25 (63,2 %)               | 1.     |
| 4.  | Agnieszka Radwańská              | 7–5, 5–7, 5–7            |                        | 6–3, 6–2 (vs/ Kvitová)        | 6–7, 7–5, 6–4                 | 2–1        | 5–3 (62,5 %)         | 48–40 (54,5 %)               | 2.     |
| 6 9 | Petra Kvitová Samantha Stosurová | (vs/ Stosurová) 0–6, 3–6 | 3–6, 2–6 (vs/ Kvitová) |                               | (vs/ Stosurová) 3–6, 6–2, 0–6 | 0–1 0–2    | 0–2 (0 %) 1–4 (20 %) | 5–12 (29,4 %) 12–26 (31,6 %) | X 4.   |
| 7.  | Sara Erraniová                   | 3–6, 2–6                 | 7–66, 5–7, 4–6         | 6–3, 2–6, 6–0 (vs/ Stosurová) |                               | 1–2.       | 3–5 (37,5 %)         | 35–40 (46,7 %)               | 3.     |

Pořadí je určeno na základě následujících kritérií: 1) počet vyhraných utkání; 2) počet odehraných utkání; 3) vzájemný poměr utkání u dvou hráček se stejným počtem výher; 4) procento vyhraných setů, procento vyhraných her u třech hráček se stejným počtem výher; 5) rozhodnutí řídící komise.
- V/P – poměr výher/proher daného parametru

### Červená skupina
|    |                     | Azarenková       | Williamsová | Kerberová        | Li        | Zápasy V/P | Sety V/P     | Hry V/P        | Pořadí |
| 1. | Viktoria Azarenková |                  | 4–6, 4–6    | 611–7, 7–62, 6–4 | 7–64, 6–3 | 2–1        | 4–3 (57,1 %) | 27–29 (48,2 %) | 2.     |
| 3. | Serena Williamsová  | 6–4, 6–4         |             | 6–4, 6–1         | 7–62, 6–3 | 3–0        | 6–0 (100 %)  | 37–22 (62,7 %) | 1.     |
| 5. | Angelique Kerberová | 7–611, 62–7, 4–6 | 4–6, 1–6    |                  | 4–6, 3–6  | 0–3        | 1–6 (14,3 %) | 29–43 (41,5 %) | 4.     |
| 8. | Li Na               | 64–7, 3–6        | 62–7, 3–6   | 6–4, 6–3         |           | 1–2        | 2–4 (33,3 %) | 21–20 (51,2 %) | 3.     |

Pořadí je určeno na základě následujících kritérií: 1) počet vyhraných utkání; 2) počet odehraných utkání; 3) vzájemný poměr utkání u dvou hráček se stejným počtem výher; 4) procento vyhraných setů, procento vyhraných her u třech hráček se stejným počtem výher; 5) rozhodnutí řídící komise.
- V/P – poměr výher/proher daného parametru